# 佩雷德米斯佳
48°58′25″N 25°28′23″E / 48.97361°N 25.47306°E
佩雷德米斯佳（羅馬化：Peredmistia），是烏克蘭的村落，位於該國西部捷爾諾波爾州，由喬爾特基夫區負責管轄，面積1.13平方公里，2001年人口370，人口密度每平方公里327.43人。